# العكيد (ذي السفال)

تعديل مصدري - تعديل

العكيد محلة تابعة لقرية الثومان، التابعة لعزلة ريده ورياد بمديرية ذي السفال إحدى مديريات محافظة إب في الجمهورية اليمنية، بلغ تعداد سكانها 26 حسب تعداد اليمن لعام 2004.